# Esercito della Santa Fede in Nostro Signore Gesù Cristo
L'Esercito Sanfedista (contrazione di «Santa Fede») è il nome con il quale è conosciuta nella storiografia italiana l'Armata Cristiana e Reale della Santa Fede in Nostro Signore Gesù Cristo, un esercito popolare costituito dal cardinale calabrese Fabrizio Ruffo che fu protagonista della guerra di riconquista del Regno di Napoli contro i francesi e della caduta della Repubblica Napoletana del 1799.

## Storia

### Origini
Nell'ottobre del 1798 i Borbone decisero di liberare Roma dai francesi, che l'avevano invasa con le truppe del generale Jean Étienne Championnet.
L'attacco fallì e causò la reazione francese, che determinò l'invasione e la caduta del Regno di Napoli (gennaio 1799).
Nella città di Napoli fu proclamata la Repubblica Napoletana e fu innalzato l'albero della libertà.
Il cardinale calabrese Fabrizio Ruffo chiese ai Borbone (rifugiati a Palermo) di poter organizzare la riconquista del Regno e cacciare l'occupazione straniera.
La riconquista del territorio sarebbe iniziata dalle Calabrie.
I sovrani diedero l'assenso, tuttavia essi non furono prodighi di mezzi per finanziare l'impresa.
Nonostante le limitate risorse, Fabrizio Ruffo sbarcò nella terra natale e annunciò alla popolazione un proclama nel quale si proponeva di cacciare i francesi dal Regno di Napoli e di ristabilire la monarchia.
Radunò i volontari, soprattutto contadini, a Punta di Pezzo (furono già 17 000 al momento dell'arrivo del cardinale) e coniò la denominazione di «Armata Cristiana e Reale».
Il cardinale giunse a Punta di Pezzo il 7 febbraio 1799.
Sin dalle prime operazioni l'Armata Cristiana e Reale, organizzata dal cardinale nel miglior modo che il poco tempo e gli scarsi sostegni dalla corte di Palermo gli avevano consentito, si rivelò una macchina bellica di tutto rispetto.
Ruffo conquistò tutte le città e i villaggi che attaccò.
Il fatto di non disporre di soldati regolari ma di semplici volontari creò anche dei problemi.
Talvolta, come a Crotone, non poté impedire che l'odio dei contadini e il desiderio di arricchirsi e vendicarsi sfociassero in saccheggi e devastazioni.
Un altro dei problemi derivanti dall'esigenza di accettare nelle proprie file molti individui che non avevano nulla da perdere fu che, in occasione di alcuni scontri particolarmente fruttuosi, gran parte dell'Armata ruppe le righe per conquistarsi il bottino, rendendo necessarie ripetute soste per organizzare il rientro nelle file.

### Assedio e conquista di Napoli
Il 7 maggio 1799 le armate francesi furono richiamate in Italia settentrionale dall'avanzata austro-russa.
In difesa di Napoli rimasero solo tre Corpi.
L'esercito del cardinale Ruffo si attendò a Nola.
Era un esercito multinazionale, essendo composto da italiani, austriaci e russi.
A essi si aggiunse anche un contingente turco, che volle aggregarsi in quanto l'Impero ottomano faceva parte della Seconda coalizione.
Infine, una squadra navale anglo-borbonica, al comando dell'ammiraglio Horatio Nelson, si impegnò a bloccare dal mare ogni tentativo di fuga dei francesi. Da Nola, Ruffo si mosse a Somma Vesuviana e poi a Portici, conquistandole entrambe.
Nella battaglia del 13 giugno 1799 l'Armata Cristiana e Reale espugnò Napoli.
I volontari entrarono vittoriosi in città. Nelle operazioni si distinse per coraggio e capacità di comando un militare calabrese, Panedigrano.
La capitolazione fu firmata dai seguenti comandanti:
- Fabrizio Ruffo e Antonio Micheroux per il Regno di Napoli;
- Edward Thaddeus Foote per il Regno di Gran Bretagna;
- Henry Baillie per l'Impero russo;
- Achmet per l'Impero ottomano.[chi?]

Gli ultimi soldati francesi furono imbarcati su una nave diretta a Tolone.

## Organizzazione
L'Armata Cristiana e Reale della Santa Fede in Nostro Signore Gesù Cristo era così organizzata:
- 16 Formazioni con struttura "a massa":

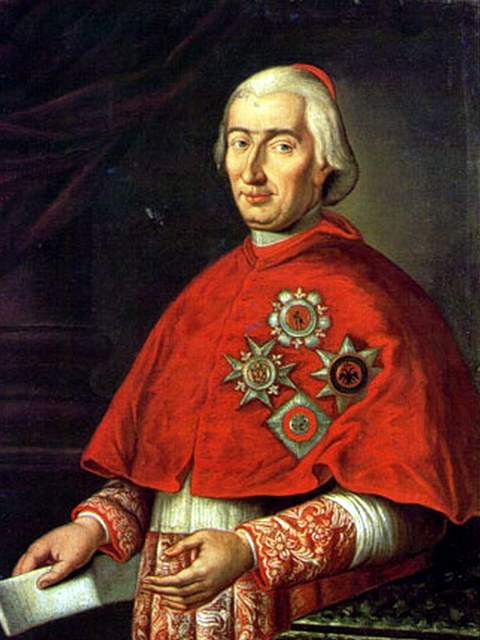
Fabrizio Ruffo, comandante dell'Esercito della Santa Fede.

  - Compagnia "(Lorenzo) Pensabene";
  - Corpo a Massa di "Calabria Citra";
  - Compagnia "Sant'Eufemia";
  - Compagnie di "Scigliano e Nicastro";
  - Corpo del Picchetto Avanzato dei "Calabresi";
  - Compagnia "San Severino";
  - Compagnia "Oliveto";
  - Compagnia "San Rufo";
  - Compagnia "Cetara";
  - Compagnia "Baiano";
  - Compagnia "Montuoro";
  - Massa di "Tora";
  - Massa "Roccaromana";
  - Massa "(Evangelista) Santillo";
  - Compagnia "(Natale) Di Pasquale";
- 7 Formazioni con struttura "mista":
  - Prima Compagnia "Castelluccia";
  - Reggimento Fanteria "Santa Croce";
  - Massa "Carolina";
  - Cavalleria "Carolina";
  - Cacciatori a Cavallo;
  - Massa "(Giovanni) Salomone";
  - Distaccamento della Massa "(Giovanni) Salomone";
- 16 Formazioni con struttura "militare":
  - Corpo Volante dei "Calabresi" a Massa;
  - Volontari Calabresi "Motta Santa Lucia";
  - Compagnia "Scalea";
  - Compagnia "(Lorenzo) Martire";
  - Corpo delle "Valli di Cilento e Policastro";
  - Compagnia "(Antonio) D'Epiro";
  - Seconda Compagnia "Castelluccia";
  - Corpo di Fanteria "(Trojano) Marulli";
  - Compagnia "Montefusco";
  - Massa di "Fra Diavolo";
  - Corpo dei Fucilieri "Sanniti";
  - Real Corpo dei "Fucilieri di Montagna";
  - Compagnia "(Domenico) Papa" del Real Corpo dei "Fucilieri di Montagna";
  - Massa "de Sivo";
  - Massa di "Don Donato de Donatis";
  - Massa "Sciabolone".

### Incarichi
- Generale: Giovan Battista De Cesare
- Colonnello: Antonio de Settis[3]
- Tenente Colonnello: Francesco Carbone[4]
- Tenente Colonnello: Barone Antonio d'Epiro[5]
- Segretari
  - Primo segretario dell'armata: Lorenzo Sparziani (abate)[6]
  - Secondo segretario dell'armata: Domenico Sacchinelli[6]
  - Aiutanti della Segreteria: Annibale Caporossi e Antonio Presta (cappellani)[6]ù
  - Segretario del Generale: Vincenzo Durante
- Commissari
  - Commissario di guerra: Domenico Petromasi[7]
  - Aiutante del Commissario di guerra: Rosario l'Astorina
  - Ispettore commissario dei viveri: Francesco Apa[8]
- Assessori legali negli affari civili giudiziari
  - Saverio Lacquaniti (legale e possidente di Laureana)[6]
- Genio militare
  - Quattro ingegneri militari, di cui i due "architetti civili"[9] Giuseppe Vinci e Giuseppe Oliverio.[10]

## Nella storiografia
Generalmente i volontari dell'Esercito della Santa Fede, in una storiografia quasi esclusivamente di impronta risorgimentale, quindi, pro-repubblicana, sono descritti come poco più che briganti assetati di sangue.
Nell'epistolario del cardinale, e in altri documenti, non mancano però le prove che egli si dicesse «costretto ad inghiottire la propria indignazione» di fronte agli atti vandalici di parte della sua Armata, e che quando poté fu inflessibile nel punirne gli eccessi.
Ad esempio, il cardinale Ruffo adottò sovente misure severissime per reprimere gli atti delinquenziali dei sanfedisti; fece tutto il possibile anche per salvare i giacobini stessi dalla furia dei suoi uomini, tanto che non di rado accadde che gli stessi repubblicani si consegnassero a lui in persona al fine di sfuggire alla vendetta dei suoi miliziani.

## Nella letteratura
Nella letteratura di parte giacobina i sanfedisti vennero dipinti come bande di persone violente, senza nulla da perdere.
Fu affermato che i briganti del luogo si infiltrassero nelle formazioni e, dopo una battaglia vinta, si lanciassero in crudeli vendette contro gli sconfitti.
In mancanza di giacobini e dei loro beni da saccheggiare, si verificarono diversi casi di assalti a chiese e conventi, sostenitori dei giacobini, con l'uccisione dei religiosi, come avvenne nell'Assedio di Modugno.
Carlo De Nicola, contemporaneo degli eventi narrati, filogiacobino, riferì nel suo «Diario Napoletano» anche di atti di cannibalismo.
Riccardo Bacchelli nel suo «Il mulino del Po», ha lasciato un vivido ritratto di Virginio Alpi, sanfedista, poi funzionario pontificio, che operò nel territorio tra Forlì e Faenza nella prima metà del XIX secolo.